# Louisville (Nebraska)
Louisville è un comune degli Stati Uniti d'America, situato in Nebraska, nella contea di Cass.